# Pálava
Pálava este o arie protejată (arie de protecție specială avifaunistică — SPA) din Republica Cehă întinsă pe o suprafață de 8.539,39 ha, integral pe uscat.

## Localizare
Centrul sitului Pálava este situat la coordonatele 48°49′53″N 16°40′13″E / 48.831389°N 16.670278°E.

## Înființare
Situl Pálava a fost declarat arie de protecție specială avifaunistică în decembrie 2004 pentru a proteja 8 specii de animale.

## Biodiversitate
Situată în ecoregiunea panonică, aria protejată nu include niciun habitat protejat.
La baza desemnării sitului se află mai multe specii protejate de  păsări (8): barză albă (Ciconia ciconia), ciocănitoarea de stejar (Dendrocopos medius), ciocănitoare de grădină (Dendrocopos syriacus), muscar-gulerat (Ficedula albicollis), codalb (Haliaeetus albicilla), sfrâncioc roșiatic (Lanius collurio), viespar (Pernis apivorus), silvie porumbacă (Sylvia nisoria).